# Varneria
Varneria is een geslacht van vlinders van de familie snuitmotten (Pyralidae), uit de onderfamilie Phycitinae.

## Soorten
- V. atrifasciella Barnes & McDunnough, 1913
- V. dubia Heinrich, 1956
- V. nannodes Dyar, 1914
- V. postremella Dyar, 1904